# 新潟中央警察署
新潟中央警察署（にいがたちゅうおうけいさつしょ）は、新潟県警察が管轄する警察署の一つである。

## 管轄区域
- 新潟市中央区の一部（通称「新潟島」地区）

## 所在地
- 新潟市中央区寄居町350

## 沿革
- 1872年（明治5年） - 新潟邏卒屯所として発足
- 1877年（明治10年） - 新潟警察署となる
- 1948年（昭和23年） - 警察法の施行により、新潟市警察署となる。
- 1950年（昭和25年） - 新潟市新潟警察署に改称。
- 1954年（昭和29年） - 警察法の改正により、新潟県新潟西警察署となる
- 1962年（昭和37年） - 新潟県新潟中央警察署に改称
- 1970年（昭和45年） - 現在地に移転新築
- 2026年（令和8年） - 新潟警察署と統合予定。

## 組織
- 警務課
- 会計課
- 生活安全課
- 地域課
- 刑事課
- 交通課
- 警備課

## 交番
- 柳都交番（新潟市中央区稲荷町3511-4）
- 萬代橋交番（新潟市中央区下大川前通2ノ町2230）
- 白山駅前交番（新潟市中央区白山浦2丁目646-32）
- 有明台交番（新潟市中央区有明大橋町3-20）

2019年3月末まで
- 附船交番
- 豊照交番
- 西大畑交番
- 萬代橋交番
- 中央交番
- 市役所前交番
- 松波町交番
- 白山駅前交番
- 信濃町交番
- 柾谷小路交番

## 警備派出所
- 柾谷小路警備派出所（新潟市中央区西堀通6番町866）